# Fresno Chandler Executive Airport
Fresno Chandler Executive Airport (IATA: FCH, ICAO: KFCH) is een burgerlijk vliegveld in de Amerikaanse stad Fresno in de staat Californië. Het ligt drie kilometer ten zuidwesten van het CBD van de stad in Fresno County en wordt beheerd door de City of Fresno. Het vliegveld beslaat een oppervlakte van 81 hectare en bevindt zich op 85 meter boven zeeniveau. Het beschikt over een geasfalteerde startbaan, die 1.106 m bij 23 m meet.
Chandler regelt algemene luchtvaart af in en om de stad; de lijndiensten maken sinds 1947 gebruik van Fresno Yosemite International Airport zo'n tien kilometer naar het noordoosten. Het derde vliegveld van Fresno is een particulier vliegveld, dat 22 km noordelijker ligt, namelijk Sierra Sky Park Airport.